# Grupo Sella
El grupo Sella (en alemán: Sellagruppe, ladino: Mëisules o L Sela) es un macizo en forma de meseta en las montañas Dolomitas del norte de Italia. El Sella se encuentra al norte de la Marmolada y al este del Langkofel. El pico más alto es el Piz Boè con 3 151 m sobre el nivel del mar. 
El Sella se encuentra entre los cuatro valles ladinos de Badia, Gherdëina, Fascia y Fodom y está dividido entre las provincias del Tirol del Sur, Trentino y Belluno. Se puede viajar en automóvil cruzando el puerto de Campolongo, el paso de Pordoi, el puerto de Sella y el puerto de Gardena. En invierno es posible esquiar por todo el macizo utilizando el carrusel de remontes de Sella Ronda. También cada invierno se lleva a cabo la carrera de esquí Sellaronda Skimarathon, que recorre todo el Sella y cubre 42  km de senderos de montaña. Los mismos senderos se pueden recorrer en bicicleta de montaña durante el verano. 
Otros picos en el macizo son la Cima Pisciadù (2 985 m), el Boèseekofel  (2 910 m), los cuatro Sellatürme (2 696 m), Sass Pordoi (2 952 m), a cuya cumbre se puede llegar en funicular desde el paso de Pordoi, y el Brunecker Turm (2 495 m). Durante el invierno, la cumbre es el punto de partida de muchos recorridos de esquí alpino, de los cuales los más famosos son el descenso a través del Val Mesdì y el descenso desde el Pordoischarte. 

## Galería

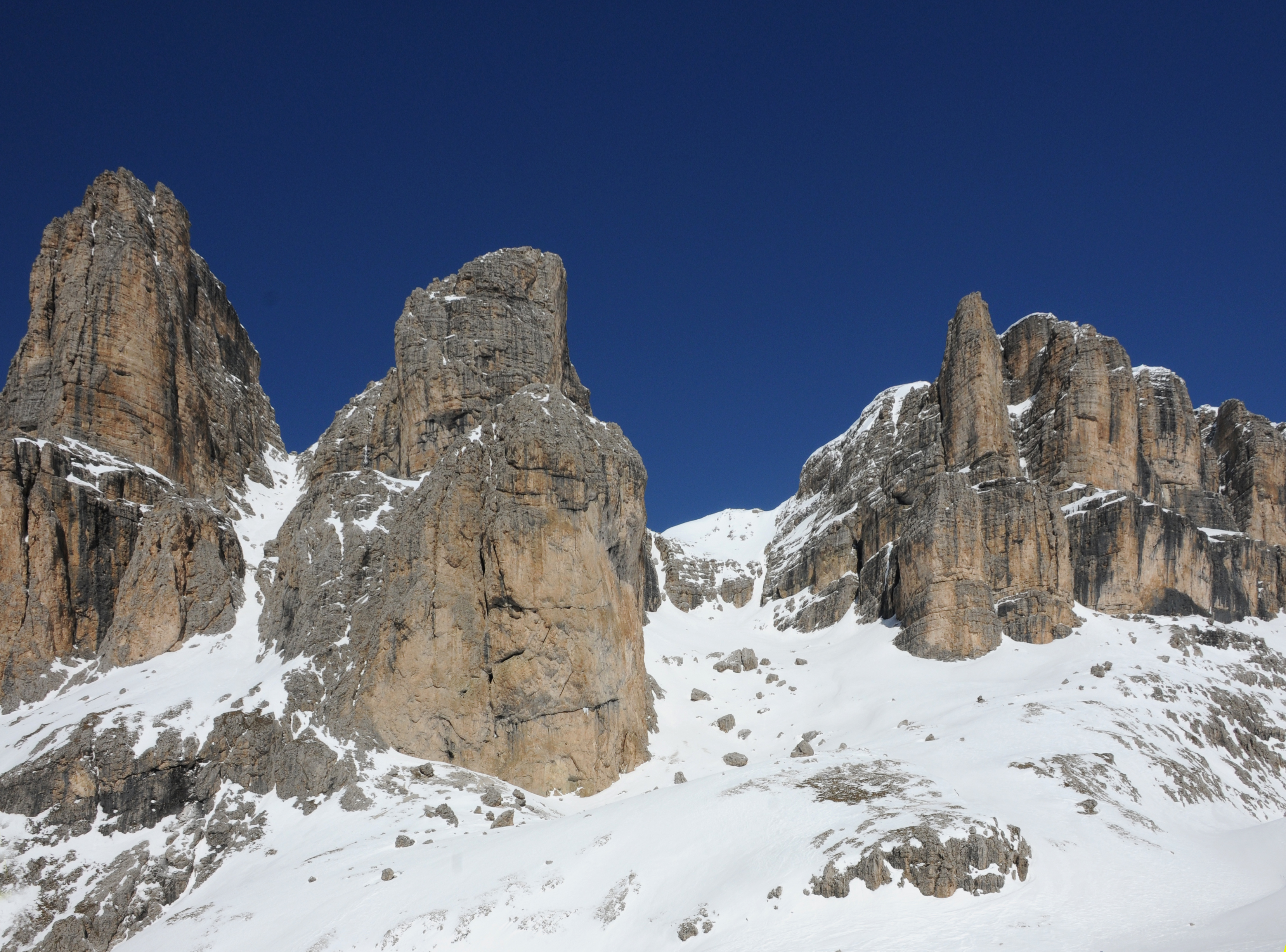
Grupo Sella en el Valle de Lasties.
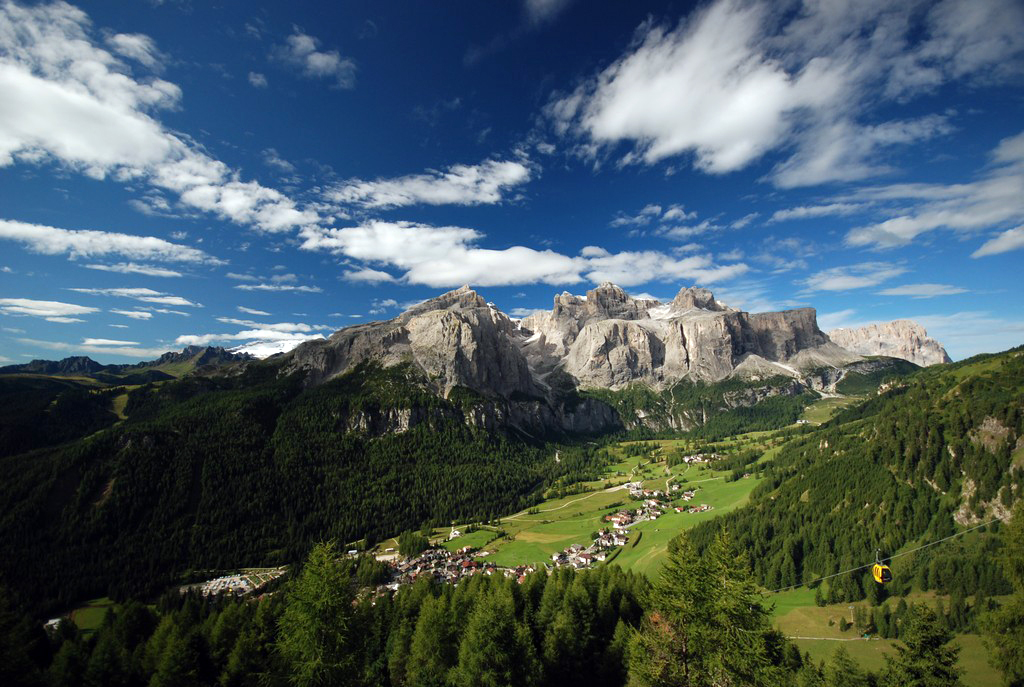
Corvara en Badia y el grupo Sella.
El grupo Sella visto desde el puerto de Sella.
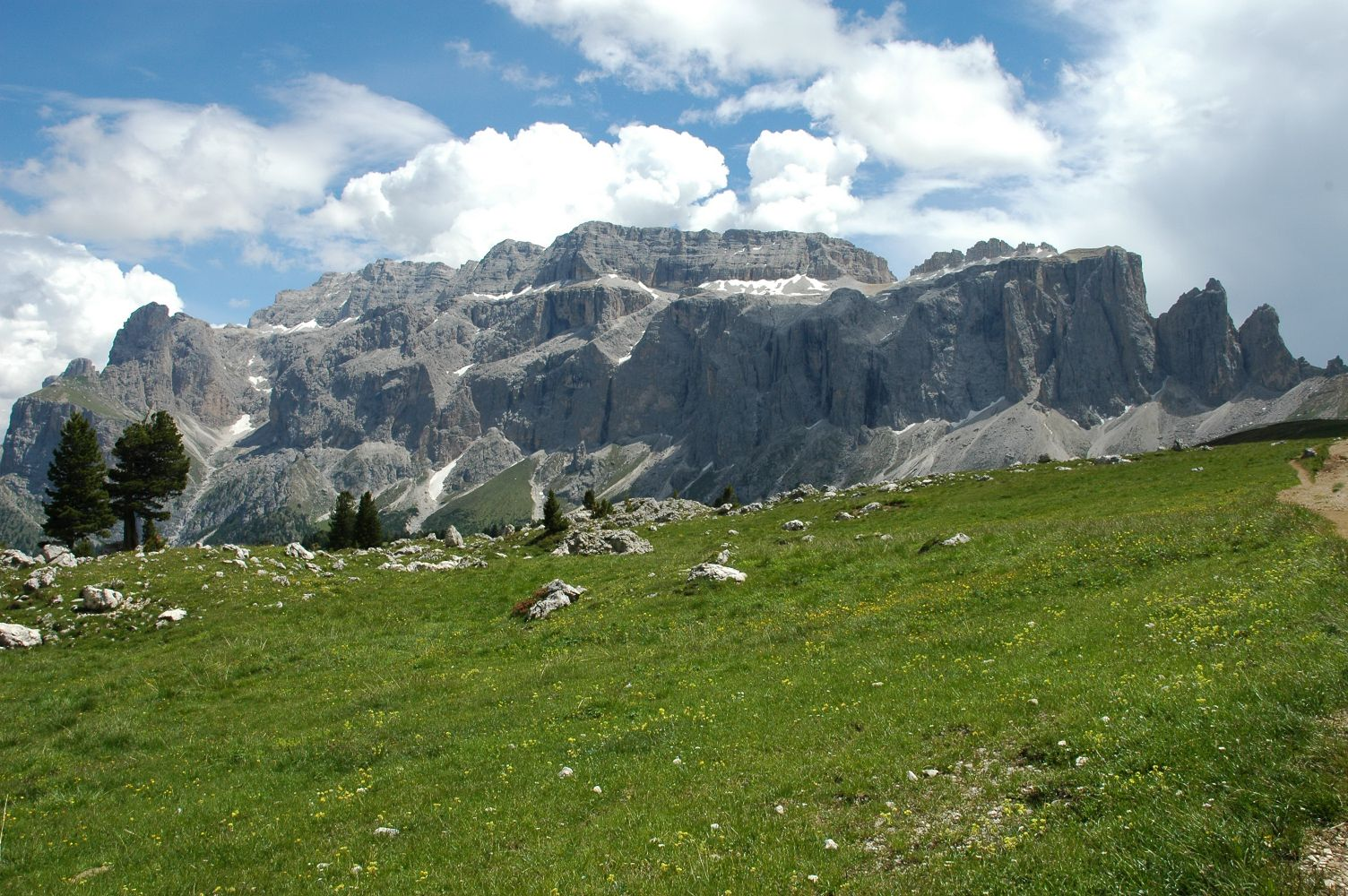
El grupo Sella visto desde Val Gardena.
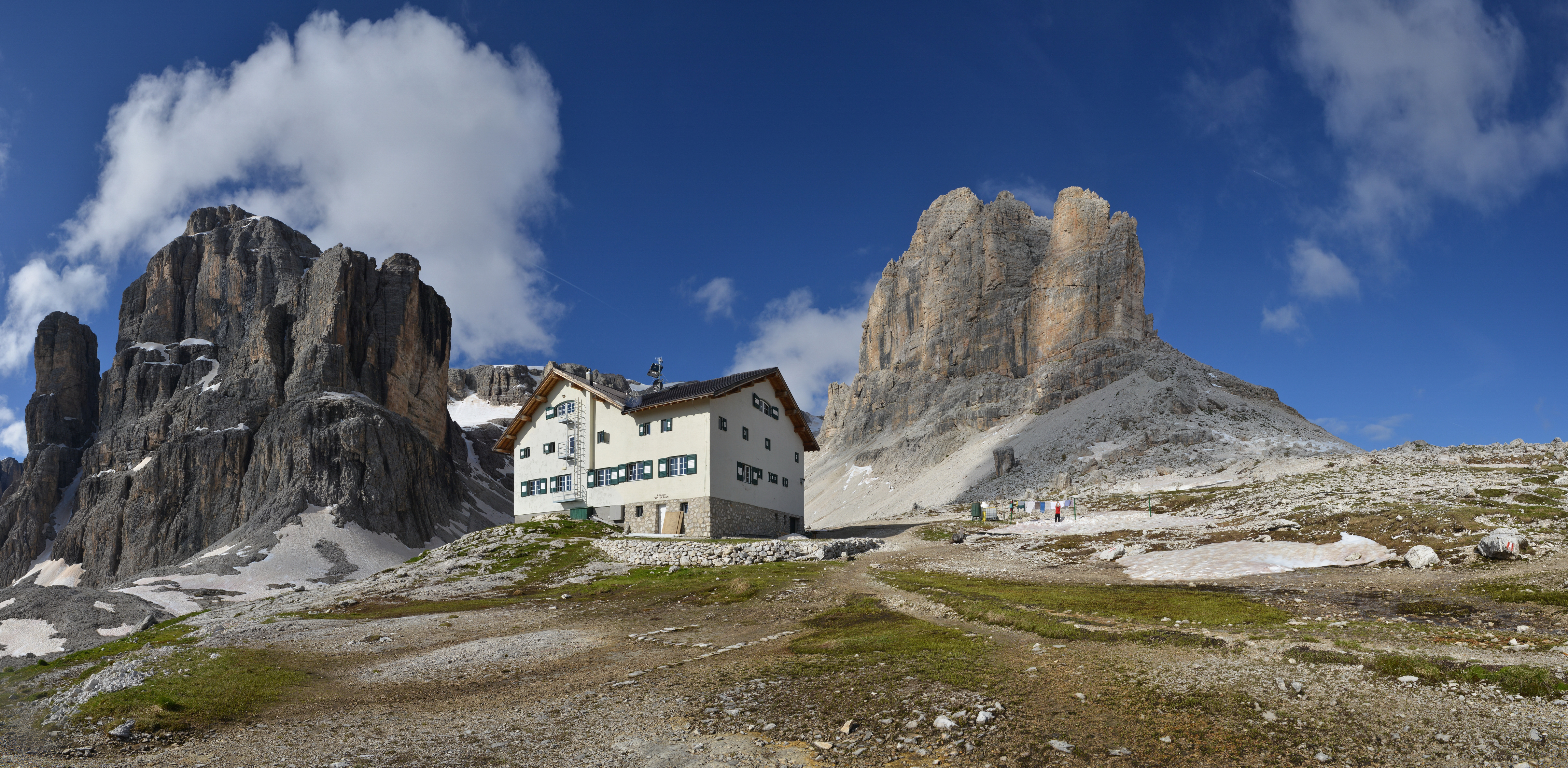
Pisciadùhütte (2 587 m).

## Maratón de los Dolomitas
Cada año se realiza la carrera ciclista Maratón de los Dolomitas de un solo día y que rodea el grupo Sella. 